# Unione Sportiva Avellino 1948-1949
Questa voce raccoglie le informazioni riguardanti l'Unione Sportiva Avellino nelle competizioni ufficiali della stagione 1948-1949.

## Rosa
| N. |                      | Ruolo | Calciatore\|        |
| -- | -------------------- | ----- | ------------------- |
|    | Italia (bandiera)    | P     | Bitetto             |
|    | Italia (bandiera)    | P     | Renato Giudici      |
|    | Italia (bandiera)    | D     | Canelli             |
|    | Italia (bandiera)    | D     | M. Caroldi          |
|    | Italia (bandiera)    | D     | Emilio Carton       |
|    | Italia (bandiera)    | D     | Fenzi               |
|    | Argentina (bandiera) | D     | Juan Landolfi       |
|    | Italia (bandiera)    | D     | Andrea Lo Presti    |
|    | Italia (bandiera)    | D     | Giuseppe Salvioli   |
|    | Italia (bandiera)    | D     | Gastone Snidersich  |
|    | Italia (bandiera)    | C     | Giovanni Chiricallo |
|    | Italia (bandiera)    | C     | Carmine Corraretti  |

| N. |                     | Ruolo | Calciatore         |
| -- | ------------------- | ----- | ------------------ |
|    | Italia (bandiera)   | C     | Sergio Del Pinto   |
|    | Ungheria (bandiera) | C     | Luigi Kovacs       |
|    | Italia (bandiera)   | C     | M. Santamato       |
|    | Italia (bandiera)   | C     | C. Vignapiano      |
|    | Italia (bandiera)   | A     | Camillo Fabbri     |
|    | Italia (bandiera)   | A     | Vincenzo Ferrante  |
|    | Italia (bandiera)   | A     | Livio Gennari      |
|    | Italia (bandiera)   | A     | Ottavio Morgia     |
|    | Italia (bandiera)   | A     | Giuseppe Rodomonti |
|    | Italia (bandiera)   | A     | Franco Tanelli     |
|    | Italia (bandiera)   | A     | A. Zanardi         |
|    | Italia (bandiera)   |       | Pucci              |

## Risultati

### Serie C

#### Girone D

##### Girone di andata
| Avellino 3 ottobre 1948 1ª giornata | Avellino | 2 – 1 | Benevento |  |

| 10 ottobre 1948 2ª giornata |  | – Turno di riposo |  |  |

| Messina 17 ottobre 1948 3ª giornata | Arsenale Messina | 0 – 2 Sul campo 2-2, a tavolino referto | Avellino | \| Arbitro: \| Panza (Taranto) \| |
| Arbitro:                            | Panza (Taranto)  |                                         |          |                                   |

| Arbitro: | Fidomanzo (Messina) |

|                           |           |                                                    |
| Olivato 30’ Piccinini 35’ | Marcatori | 23’ (rig.) Morgia 71’ (aut.) Licausi 72’ Rodomonte |

| Arbitro: | Di Pietro (Chieti) |

|                                         |           |            |
| Kovacs 2’ Morgia 16’, 41’ Rodomonti 46’ | Marcatori | 24’ Geraci |

| Catania 4 novembre 1948 6ª giornata | Catania | 0 – 1 | Avellino |  |

| Arbitro: | Calizzi (Roma) |

|                                              |           |  |
| Gennari 9’ Vignapiano 23’ Margiotta 80’, 84’ | Marcatori |  |

| Arbitro: | Masseroni (Ascoli Piceno) |

|                                              |           |  |
| Niccoli 10’ Spatuzzi 55’ Pultrone 72’ (rig.) | Marcatori |  |

| Arbitro: | Cristantiello (Bari) |

|                        |           |  |
| Kovacs 12’ Gennari 53’ | Marcatori |  |

| Scafati 28 novembre 1948 10ª giornata | Scafatese | 0 – 2 Annullata in seguito al ritiro della Scafatese | Avellino |  |

| Arbitro: | De Paola (Bari) |

|  |           |                         |
|  | Marcatori | 18’ Bonaiuto 24’ Chiesa |

| Arbitro: | Locascio (Palermo) |

|                                 |           |                       |
| Rizzo 4’ Bossi 17’ Pugliese 58’ | Marcatori | 9’ Fabbri 21’ Zanardi |

| Messina 19 dicembre 1948 13ª giornata | Messina          | 0 – 0 referto | Avellino | \| Arbitro: \| Malingher (Roma) \| |
| Arbitro:                              | Malingher (Roma) |               |          |                                    |

| Avellino 26 dicembre 1948 14ª giornata | Avellino | 4 – 1 | Catanzaro |  |

| Arbitro: | Di Paola (Bari) |

|  |           |            |
|  | Marcatori | 81’ Fabbri |

| Arbitro: | Caputi (Molfetta) |

|                 |           |            |
| Benedicenti 49’ | Marcatori | 62’ Morgia |

| Arbitro: | Casini (Palermo) |

|                 |           |            |
| Fabbri 30’, 61’ | Marcatori | 44’ Sperti |

| Arbitro: | Di Pietro (Chieti) |

|                         |           |  |
| Zanardi 18’ Gennari 29’ | Marcatori |  |

| Barcellona Pozzo di Gotto 30 gennaio 1949 19ª giornata | Igea Virtus | 1 – 1 | Avellino |  |

##### Girone di ritorno
| Benevento 6 febbraio 1949 20ª giornata | Benevento | 3 – 1 | Avellino |  |

| 13 febbraio 1949 21ª giornata |  | – Turno di riposo |  |  |

| Avellino 20 febbraio 1949 22ª giornata | Avellino | 3 – 0 referto | Arsenale Messina |  |

| Avellino 6 marzo 1949 23ª giornata | Avellino | 1 – 0 referto | Drepanum |  |

| Cosenza 13 marzo 1949 24ª giornata | Cosenza | 2 – 1 referto | Avellino |  |

| Avellino 20 marzo 1949 25ª giornata | Avellino | 1 – 1 referto | Catania |  |

| Brindisi 27 marzo 1949 26ª giornata | Brindisi | 1 – 1 referto | Avellino |  |

| Avellino 3 aprile 1949 27ª giornata | Avellino | 4 – 0 referto | Foggia |  |

| Torre Annunziata 10 aprile 1949 28ª giornata | Torrese | 0 – 0 | Avellino |  |

| 17 aprile 1949 29ª giornata |  | – Turno di riposo |  |  |

| Nocera Inferiore 24 aprile 1949 30ª giornata | Nocerina | 1 – 3 referto | Avellino |  |

| Avellino 1 maggio 1949 31ª giornata | Avellino | 1 – 0 | Acireale |  |

| Avellino 8 maggio 1949 32ª giornata | Avellino | 2 – 2 referto | Messina |  |

| Catanzaro 15 maggio 1949 33ª giornata | Catanzaro | 3 – 2 referto | Avellino |  |

| Avellino 22 maggio 1949 34ª giornata | Avellino | 1 – 2 referto | Crotone |  |

| Avellino 29 maggio 1949 35ª giornata | Avellino | 3 – 0 referto | Stabia |  |

| Reggio Calabria 5 giugno 1949 36ª giornata | Reggina | 0 – 0 | Avellino |  |

| Potenza 12 giugno 1949 37ª giornata | Potenza | 1 – 1 | Avellino |  |

| Avellino 19 giugno 1949 38ª giornata | Avellino | 2 – 1 referto | Igea Virtus |  |